# Gary Stevens (ur. 1962)
Gary Andrew Stevens (ur. 30 marca 1962 w Hillingdon) – angielski piłkarz i trener, reprezentant kraju grający na pozycji pomocnika.

## Kariera klubowa
Stevens urodził się w Hillingdon. Dołączył do Brighton & Hove Albion w 1977. Stevens zadebiutował jako 17-latek 15 września 1979, kiedy Brighton wygrało u siebie 2:0 z Ipswich Town. Stevens w swoim pierwszym sezonie rozegrał 26 meczów, w których zdobył jedną bramkę.
W 1983 Brighton, które spadło do drugiej ligi, po raz pierwszy w swojej historii zagrał w finale Pucharu Anglii. Stevens po sezonie dołączył do Tottenham Hotspur za około 350 000 funtów. 
Stevens zadebiutował w Tottenhamie na początku sezonu 1983/84, ponownie przeciwko Ipswich. Był zawodnikiem pierwszego składu, występując w 40 ligowych występach i strzelił cztery gole. Zagrał w finale Pucharu UEFA w sezonie 1983/84, strzelając rzut karny w serii rzutach karnych przeciwko Anderlechtowi, zakończonym zwycięstwem Kogutów. Był także w drużynie, która poniosła porażkę 2:3 z Coventry City w finale Pucharu Anglii w 1987. 
Stevens opuścił Spurs i przeszedł do Portsmouth w 1990, ale uporczywe kontuzje zmusiły go do przejścia na emeryturę w 1992. Nigdy nie powrócił do pełnej formy po kontuzji kolana odniesionej w listopadzie 1988, kiedy został mocno uderzony przez Vinniego Jonesa.
| Sezon   | Klub              | Kraj   | Rozgrywki    | Mecze | Bramki |
| ------- | ----------------- | ------ | ------------ | ----- | ------ |
| 1979/80 | Brighton          | Anglia | Division One | 26    | 1      |
| 1980/81 | Brighton          | Anglia | Division One | 34    | 1      |
| 1981/82 | Brighton          | Anglia | Division One | 32    | 0      |
| 1982/83 | Brighton          | Anglia | Division One | 41    | 0      |
| 1983/84 | Tottenham Hotspur | Anglia | Division One | 40    | 4      |
| 1984/85 | Tottenham Hotspur | Anglia | Division One | 28    | 0      |
| 1985/86 | Tottenham Hotspur | Anglia | Division One | 29    | 2      |
| 1986/87 | Tottenham Hotspur | Anglia | Division One | 20    | 0      |
| 1987/88 | Tottenham Hotspur | Anglia | Division One | 18    | 0      |
| 1988/89 | Tottenham Hotspur | Anglia | Division One | 5     | 0      |
| 1989/90 | Tottenham Hotspur | Anglia | Division One | 7     | 0      |
| 1990/91 | Portsmouth        | Anglia | Division Two | 31    | 2      |
| 1991/92 | Portsmouth        | Anglia | Division Two | 0     | 0      |

## Kariera reprezentacyjna
Stevens przygodę z reprezentacją rozpoczął 17 października 1984 w wygranym 5:0 spotkaniu z Finlandii. 
Dwa lata później pojechał na Mistrzostwa Świata do Meksyku. Na turnieju wystąpił w spotkaniach z Marokiem oraz Paragwajem. Mecz z Paragwajem był ostatnim w drużynie narodowej, dla której w latach 1984–1986 wystąpił w 7 spotkaniach.
| Mecze i gole w reprezentacji | Mecze i gole w reprezentacji | Mecze i gole w reprezentacji | Mecze i gole w reprezentacji | Mecze i gole w reprezentacji | Mecze i gole w reprezentacji | Mecze i gole w reprezentacji |
| #                            | Data                         | Miasto                       | Przeciwnik                   | Gol                          | Wynik                        | Rozgrywki                    |
| ---------------------------- | ---------------------------- | ---------------------------- | ---------------------------- | ---------------------------- | ---------------------------- | ---------------------------- |
| 1.                           | 17.10.1984                   | Londyn                       | Finlandia                    |                              | 5:0                          | El. MŚ 1986                  |
| 2.                           | 14.11.1984                   | Stambuł                      | Turcja                       |                              | 8:0                          | El. MŚ 1986                  |
| 3.                           | 27.02.1985                   | Belfast                      | Irlandia Północna            |                              | 1:0                          | El. MŚ 1986                  |
| 4.                           | 23.04.1986                   | Londyn                       | Szkocja                      |                              | 2:1                          | towarzyski                   |
| 5.                           | 17.05.1986                   | Los Angeles                  | Meksyk                       |                              | 3:0                          | towarzyski                   |
| 6.                           | 06.06.1986                   | Monterrey                    | Maroko                       |                              | 0:0                          | MŚ 1986                      |
| 7.                           | 18.06.1986                   | Meksyk                       | Paragwaj                     |                              | 3:0                          | MŚ 1986                      |

## Kariera trenerska
Swoją przygodę z ławką trenerską rozpoczął w 1992, trenując przez jeden sezon zespół Petersfield Town. Ponownie trenerem został po prawie 20 latach przerwy, będąc asystentem trenera w azerskim FK Qəbələ. 
W 2013 ponownie został asystentem trenera, tym razem w irlandzkim Sligo Rovers. Po roku przejął funkcję pierwszego trenera w tajlandzkim Army United. Od 2015 jest trenerem innego klubu z tego kraju, Port.

## Sukcesy
Brighton & Hove Albion
- Finał Pucharu Anglii (1): 1982/83

Tottenham Hotspur
- Puchar UEFA (1): 1983/84
- Finał Pucharu Anglii (1): 1986/87